# Eleição municipal de Macaé em 2000
A eleição municipal da cidade brasileira de Macaé em 2000 ocorreu no dia 01 de outubro de 2000, como parte do conjunto de eleições municipais no Brasil que ocorreram no mesmo ano. Na ocasião, foram eleitos um prefeito, vice-prefeito e vereadores para a Câmara Municipal da cidade.
A campanha eleitoral contou com a participação de 5 candidatos a prefeito. O prefeito em exercício, Silvio Lopes, eleito pelo PSDB, concorreu a reeleição. O primeiro turno foi realizado em 01 de outubro de 2000. Silvio Lopes, candidato pelo PSDB, foi reeleito com 30.246 votos (46,64% dos votos válidos), seguido de Miriam Reid, do PDT, que obteve 25.322 votos (39,05%).
Os candidatos eleitos tomaram posse na Prefeitura de Macaé em 1 de janeiro de 2001 para exercerem um mandato de quatro anos.

## Candidaturas para a prefeitura
| Nº      | Prefeito(a)  | Prefeito(a)                            | Prefeito(a)       | Prefeito(a)                                                              | Vice-prefeito(a) | Vice-prefeito(a) | Vice-prefeito(a)        | Vice-prefeito(a)  | Vice-prefeito(a)               | Coligação Partido(s)                                                |
| Nº      | Candidato(a) | Candidato(a)                           | Partido Federação | Cargos relevantes                                                        | Candidato(a)     | Candidato(a)     | Candidato(a)            | Partido Federação | Cargos relevantes              | Coligação Partido(s)                                                |
| ------- | ------------ | -------------------------------------- | ----------------- | ------------------------------------------------------------------------ | ---------------- | ---------------- | ----------------------- | ----------------- | ------------------------------ | ------------------------------------------------------------------- |
| 12      |              | Miriam Reid Miriam Santos Mancebo Reid | PDT               | - Assistente Social                                                      |                  |                  | Carlos Augusto De Paula | PPS               | - Médico                       | Coligacao Viva Macaé PDT PPS PFL PPB PSDC PT PSB PV PCdoB PTdoB PSL |
| 15      |              | Paulo Lessa Paulo José Tavares Lessa   | PMDB              | - Contador                                                               |                  |                  | Moisés Da Costa Moreira | PMDB              | - Outros                       | Coligacao A Hora E Essa PMDB PTB                                    |
| 22      |              | Darlan Darlan Cézar Simões Pinheiro    | PL                | - Corretor De Imoveis, Seguros, Titulos E Valores                        |                  |                  | Vera Lucia Scoralick    | PRONA             | - Médico                       | Coligacao Macaé Em Nossas Maos PL PRONA                             |
| 36      |              | Perinho Péricles Velloso De Assis      | PRN               | - Empresário E Produtor De Espetáculos Públicos                          |                  |                  | Pedro Alves De Lima     | PRN               | - Outros                       | Sem coligação                                                       |
| 45      |              | Silvio Lopes Sylvio Lopes Teixeira     | PSDB              | - Membros Do Poder Executivo: Presidente, Ministro, Governador, Prefeito |                  |                  | Ricardo Meireles Vieira | PST               | - Professor De Ensino Superior | Coligacao A Voz do Povo PSDB PST PMN PRP                            |
| Fontes: |              |                                        |                   |                                                                          |                  |                  |                         |                   |                                |                                                                     |

## Resultados da eleição

### Prefeito
| Candidato(a) a prefeito  | Candidato(a) a prefeito  | Candidato(a) a vice-prefeito   | Primeiro turno 01 de outubro de 2000 | Primeiro turno 01 de outubro de 2000 |
| Candidato(a) a prefeito  | Candidato(a) a prefeito  | Candidato(a) a vice-prefeito   | Total                                | Percentagem                          |
| ------------------------ | ------------------------ | ------------------------------ | ------------------------------------ | ------------------------------------ |
|                          | Silvio Lopes (PSDB)      | Ricardo Meireles Vieira (PST)  | 30.246                               | 46,64%                               |
|                          | Miriam Reid (PDT)        | Carlos Augusto De Paula (PPS)  | 25.322                               | 39,05%                               |
|                          | Paulo Lessa (PMDB)       | Moisés Da Costa Moreira (PMDB) | 8.245                                | 12,71%                               |
|                          | Darlan (PL)              | Vera Lucia Scoralick (PRONA)   | 825                                  | 1,27%                                |
|                          | Perinho (PRN)            | Pedro Alves De Lima (PRN)      | 210                                  | 0,32%                                |
| Total de votos válidos   | Total de votos válidos   | Total de votos válidos         | 64.848                               | 64.848                               |
| Votos apurados           |                          |                                |                                      |                                      |
| Votos válidos            | Votos válidos            | Votos válidos                  | 64.848                               | 93,52%                               |
| Votos em branco          | Votos em branco          | Votos em branco                | 1.359                                | 1,96%                                |
| Votos nulos              | Votos nulos              | Votos nulos                    | 3.137                                | 4,52%                                |
| Total de votos apurados  | Total de votos apurados  | Total de votos apurados        | 69.344                               | 69.344                               |
| Eleitores                |                          |                                |                                      |                                      |
| Comparecimentos          | Comparecimentos          | Comparecimentos                | 69.344                               | 86,31%                               |
| Abstenções               | Abstenções               | Abstenções                     | 11.000                               | 13,69%                               |
| Total de eleitores aptos | Total de eleitores aptos | Total de eleitores aptos       | 80.344                               | 80.344                               |
| Total de seções: 227     |                          |                                |                                      |                                      |
| Fontes:                  |                          |                                |                                      |                                      |